# Betty Nansen Teatret
Pour les articles homonymes, voir Nansen.
Le Betty Nansen Teatret est un théâtre situé à Copenhague. Il tire son nom actuel de l'actrice Betty Nansen, qui le dirigea entre 1917 et 1943.

## Galerie

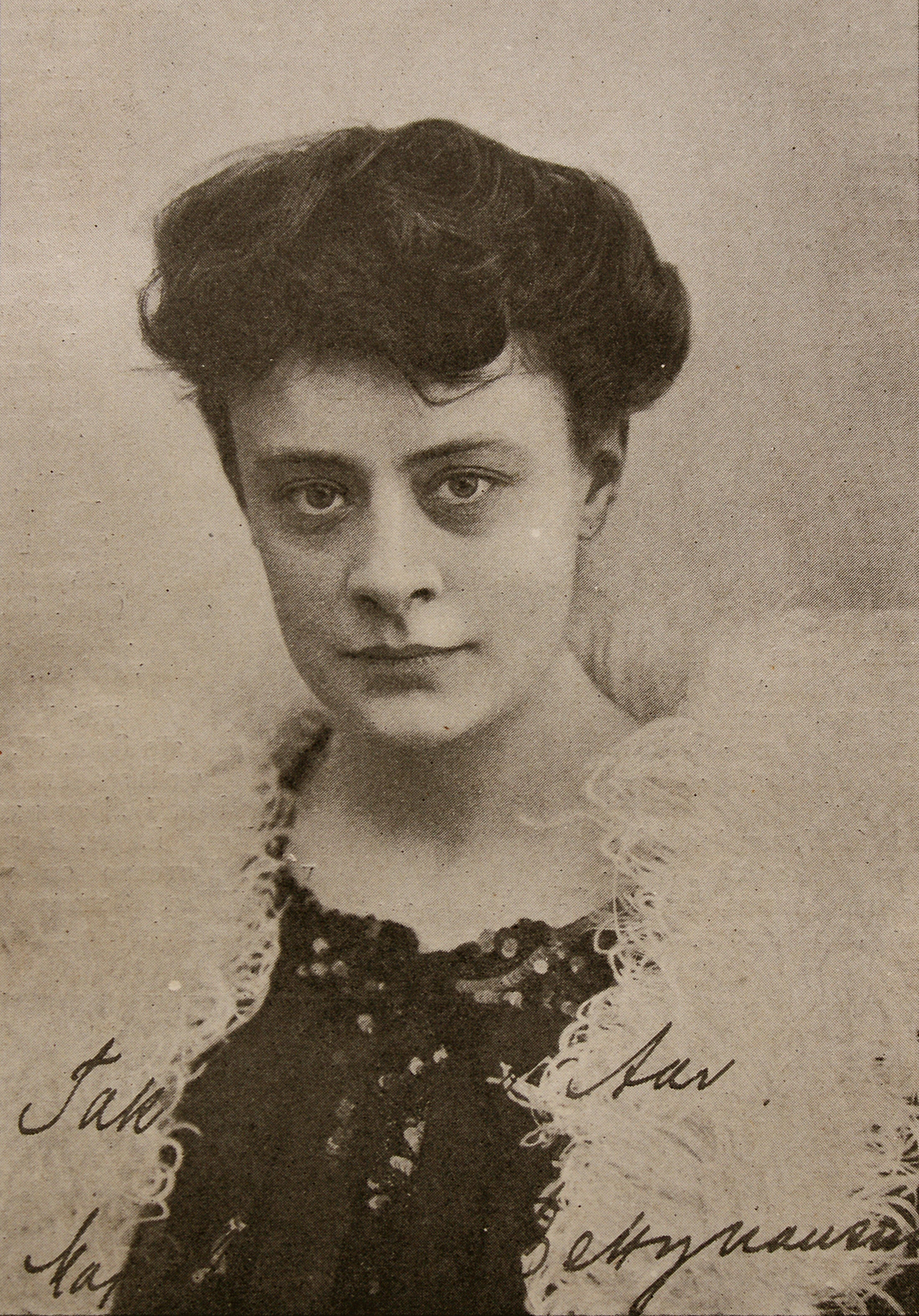
L'actrice Betty Nansen (1873-1943)
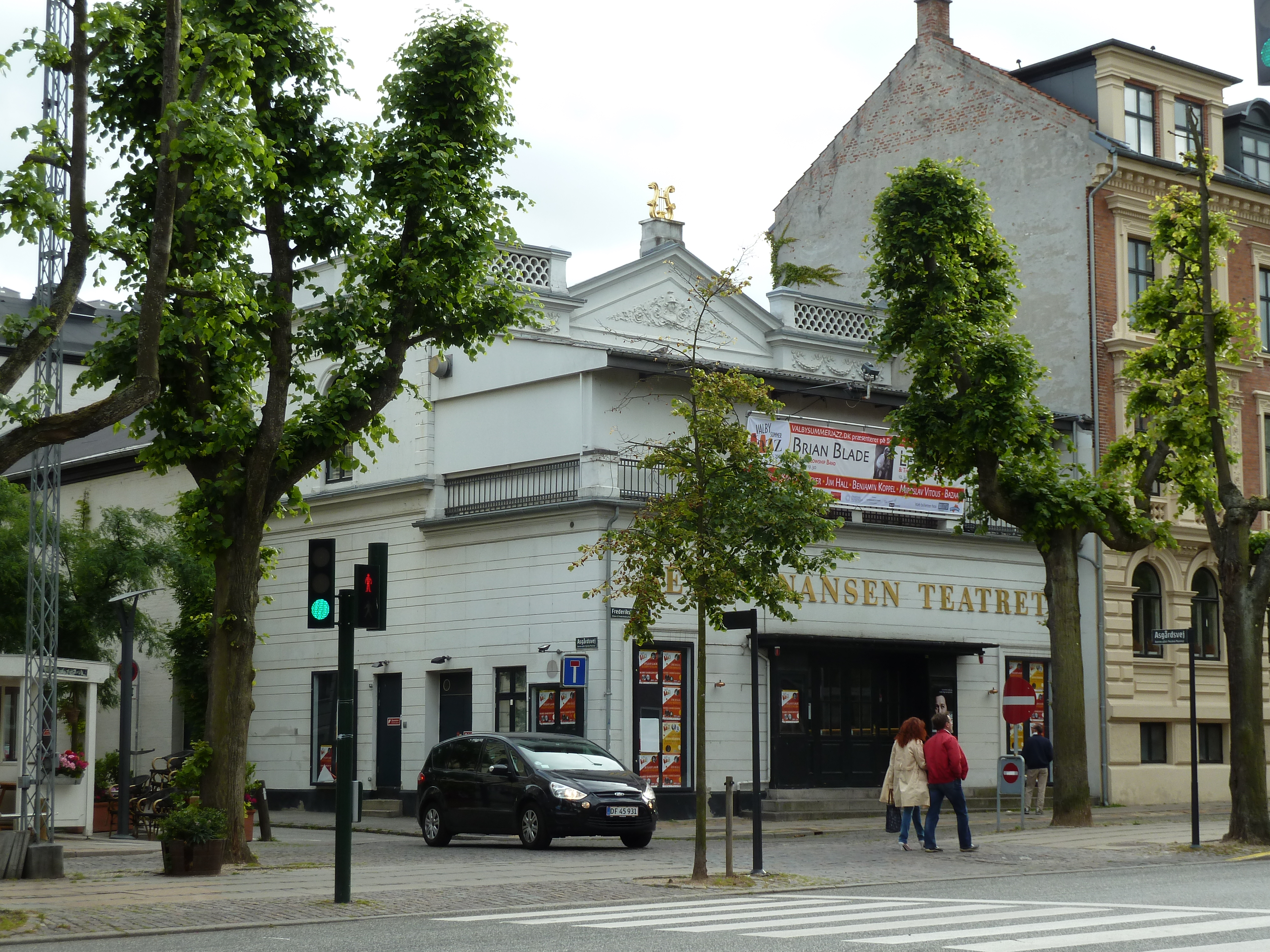
Le théâtre Betty Nansen
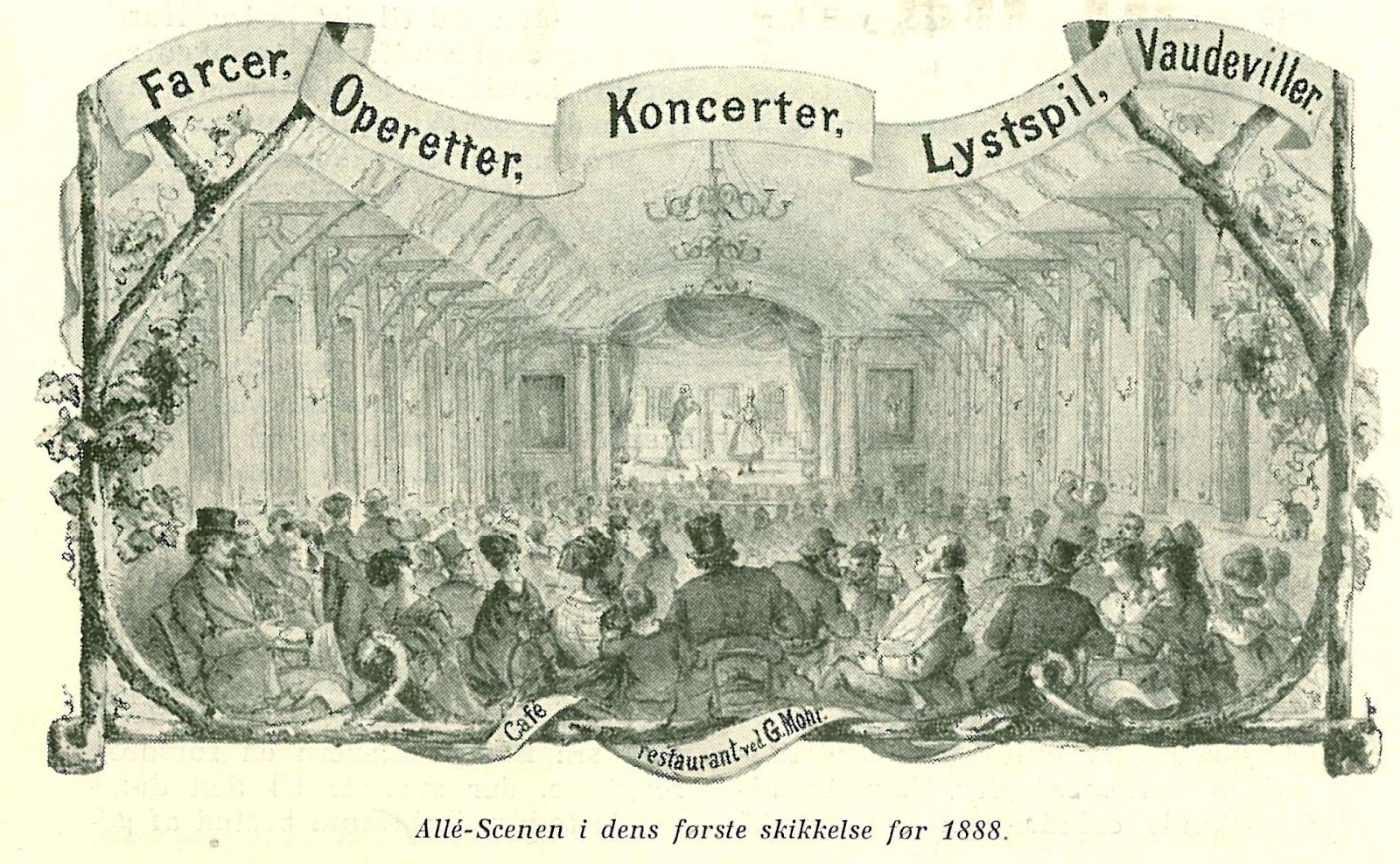
Le théâtre Betty Nansen, quand il s'appelait le Frederiksberg Morskabteater, avant sa reconstruction de 1888.
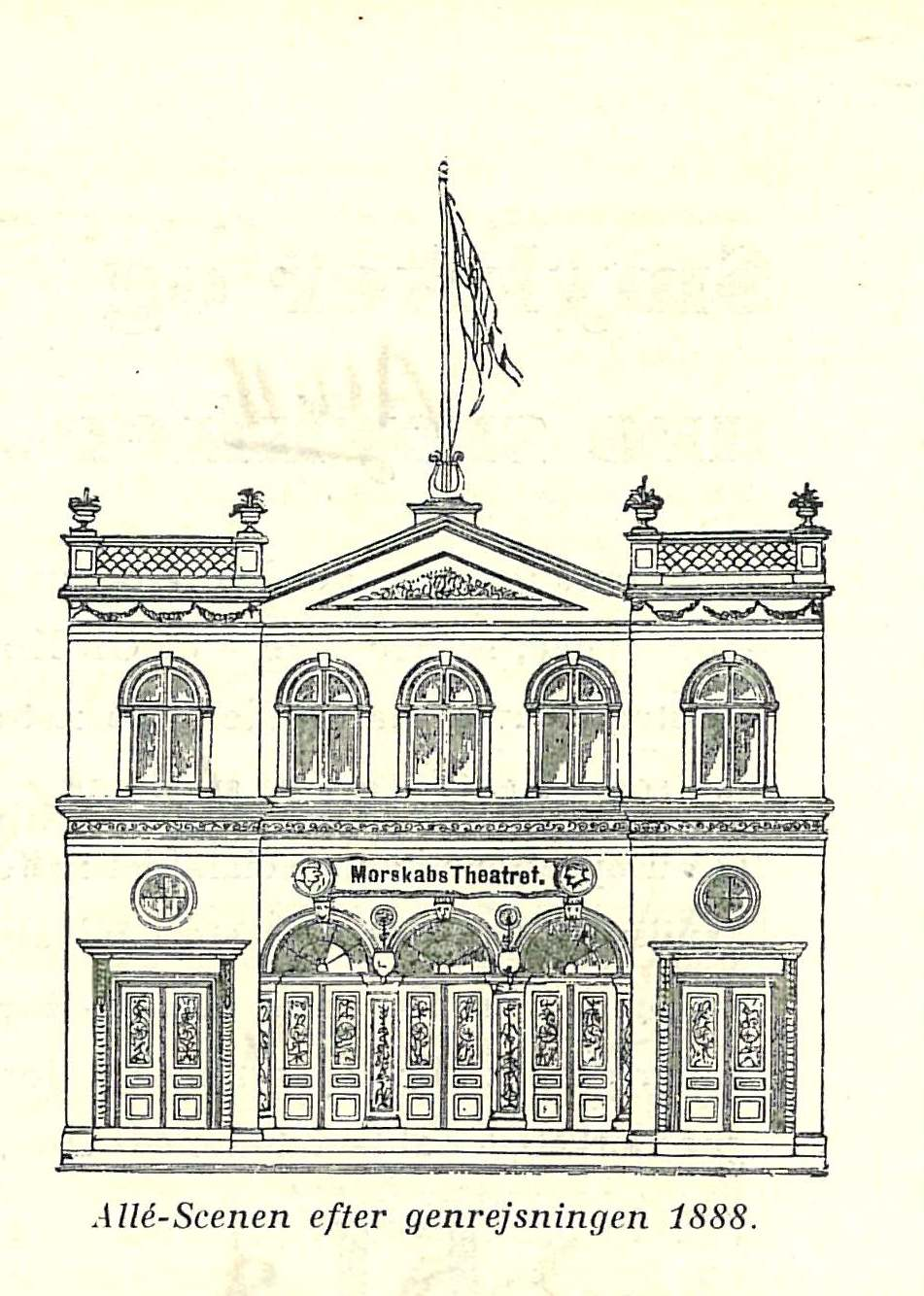
Le Théâtre Betty Nansen, quand il s'appelait le Frederiksberg Morskabteater, au moment de sa reconstruction en 1888.
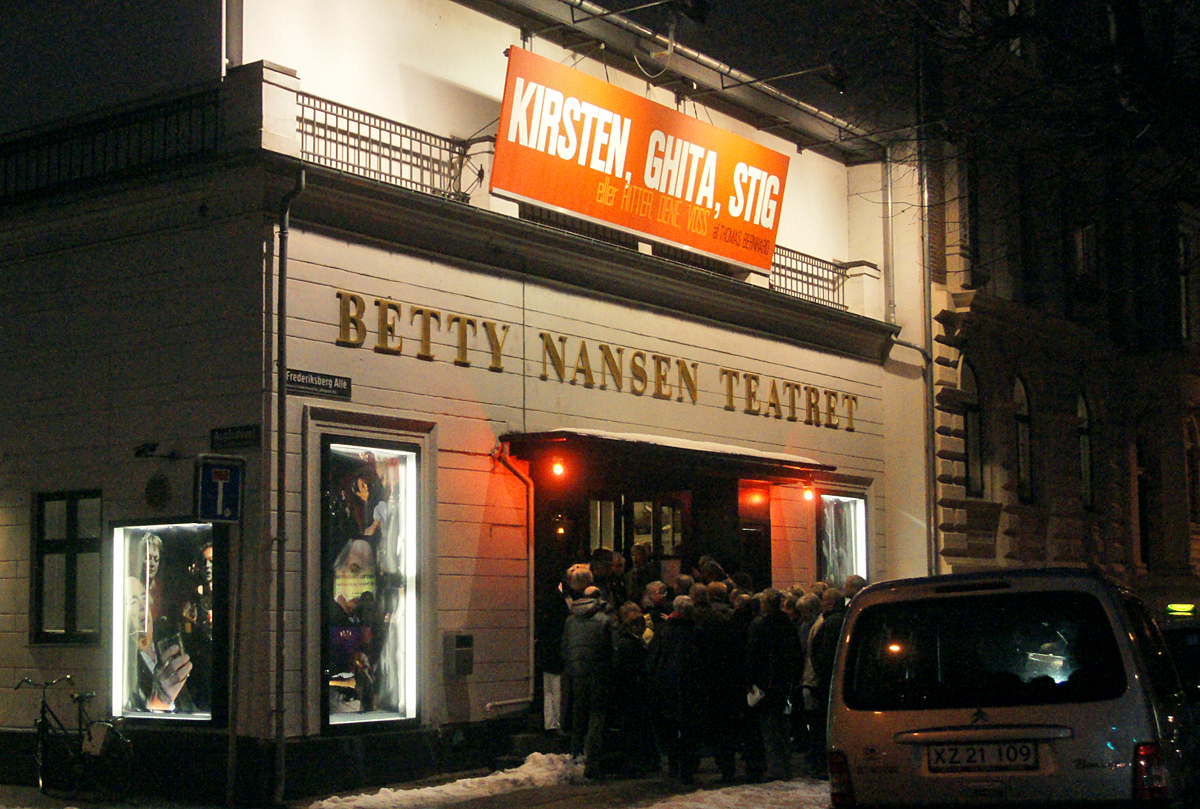
Aujourd'hui (2011).